# Кобурн, Дональд Ли
Дональд Ли Кобурн (англ. Donald L. Coburn; род. 4 августа 1938, Балтимор) — американский драматург, автор пьесы «Игра в джин».
Окончив школу, в 1957—1960 гг. служил в Военно-морском флоте США. Затем занимался рекламой и маркетингом, в 1965—1968 гг. возглавлял собственное рекламное агентство.
Под впечатлением от инсценировки повести Николая Гоголя «Записки сумасшедшего» Кобурн в середине 1970-х гг. решил попробовать себя в сочинении пьес. Свою первую пьесу «Игра в джин» (англ. The Gin Game) ему удалось предложить к постановке в небольшой театр, расположенный в Голливуде. После премьеры в сентябре 1976 года благодаря рецензии в журнале Variety постановка была приглашена на театральный фестиваль в Луисвилле, где её увидел актёр Хьюм Кронин, захотевший сыграть в этой пьесе вместе со своей женой Джессикой Тэнди и предложивший поставить этот спектакль Майку Николсу. В 1977 г. «Игра в Джин» была поставлена в одном из внебродвейских театров Нью-Йорка, а в 1978 г. уже на Бродвее, где выдержала 516 показов с Кронином и Тэнди. Кобурн был удостоен Пулитцеровской премии 1978 года, пьеса также была номинирована на премию «Тони» в четырёх номинациях (Тэнди свою номинацию выиграла). Пьеса Кобурна завоевала также большую и многолетнюю популярность в России, где была поставлена, в частности, Георгием Товстоноговым (под названием «Игра в карты», 1980, с Эммой Поповой и Евгением Лебедевым), Сергеем Яшиным (1981, с Татьяной Карповой и Владимиром Самойловым) и Галиной Волчек (2013, с Лией Ахеджаковой и Валентином Гафтом). В 1995 году пьесу поставил Даниил Сагал и на разных московских площадках играл в ней с Ниной Агаповой.
В дальнейшем Кобурн написал ещё семь пьес и ряд сценариев, однако все они остались практически незамеченными.